# Keifer Sykes
Keifer Jerail Sykes (Chicago, Illinois, 30 de diciembre de 1993) es un jugador de baloncesto estadounidense que pertenece a la plantilla de los Motor City Cruise de la G League. Con 1,80 metros de estatura, juega en la posición de base.

## Trayectoria deportiva

### Universidad
Jugó cuatro temporadas con los Phoenix de la Universidad de Wisconsin-Green Bay, en las que promedió 16,5 puntos, 3,7 rebotes, 4,1 asistencias y 1,2 robos de balón por partido. En su primera temporada fue incluido en el mejor quinteto de novatos de la Horizon League, mientras que en las tres siguientes lo fue en el mejor quinteto absoluto. En 2014 fue además elegido Jugador del Año de la conferencia, galardón que repitió la temporada siguiente.

### Profesional
Tras no ser elegido en el Draft de la NBA de 2015, fue invitado por los Cleveland Cavaliers a participar en las Ligas de Verano de la NBA. El 28 de septiembre fichó con los San Antonio Spurs, pero fue cortado un mes después, antes del comienzo de la competición, tras disputar tres partidos de pretemporada. Nueve días más tarde fue adquirido por los Austin Spurs como jugador afiliado de San Antonio. Jugó una temporada como base titular en el equipo, en la que promedió 12,4 puntos, 3,6 rebotes y 3,1 asistencias por partido.
En julio de 2016 fue escogido por los Anyang KGC en el draft de la liga coreana, donde en su primera temporada promedió 15,1 puntos y 4,6 asistencias por partido, logrando el título de liga.
A finales de diciembre de 2019, se confirma su fichaje por Olimpia Milano. El jugador americano recala en Milán tras acribillar los aros de la CBA con los Guangzhou Loong Lions: 28.2 puntos, 6.1 asistencias y 5.3 rebotes por partido.
El 7 de diciembre de 2020, firma por el South East Melbourne Phoenix de la NBL, la primera categoría del baloncesto de Australia.
El 5 de agosto de 2021, Sykes firmó un contrato con los Indiana Pacers, pero fue cortado antes del inicio de la temporada, firmando entonces como afiliado con los Fort Wayne Mad Ants de la G League.
El 27 de diciembre de 2021 firmó con los Indiana Pacers por el resto de la temporada. Pero el 7 de abril, tars 32 encuentros con el equipo, fue cortado.
El 22 de julio de 2022 firmó contrato con los Motor City Cruise de la G League.

## Estadísticas de su carrera en la NBA

### Temporada regular
| Año     | Equipo  | PJ | PT | MPP  | %TC  | %3P  | %TL  | RPP | APP | ROB | TPP | PPP |
| ------- | ------- | -- | -- | ---- | ---- | ---- | ---- | --- | --- | --- | --- | --- |
| 2021-22 | Indiana | 32 | 11 | 17.7 | .363 | .300 | .882 | 1.4 | 1.9 | .4  | .1  | 5.6 |
| Total   | Total   | 32 | 11 | 17.7 | .363 | .300 | .882 | 1.4 | 1.9 | .4  | .1  | 5.6 |